# Batu Ampar (Pauh)
Batu Ampar is een bestuurslaag in het regentschap Sarolangun van de provincie Jambi, Indonesië. Batu Ampar telt 791 inwoners (volkstelling 2010).